# Çıralı
Çıralı é uma vila no sudoeste da Turquia, no distrito de Kemer, na província de Antália. Fica a uma curta distância das antigas ruínas do Olimpo e das saídas de gás permanentes localizadas na antiga região da Lícia, na Anatólia.[carece de fontes?]

Çıralı é uma pequena vila rural localizada a pouco mais de uma hora de carro a sudoeste de Antália. Tem 3,5 km de praia isolada. As antigas ruínas do Olimpo estão localizadas no extremo da costa. É necessária uma curta caminhada até a colina para chegar às chamas da Quimera. Escondida no deslumbrante litoral mediterrâneo da Turquia, Cirali é famosa por sua exuberante natureza.

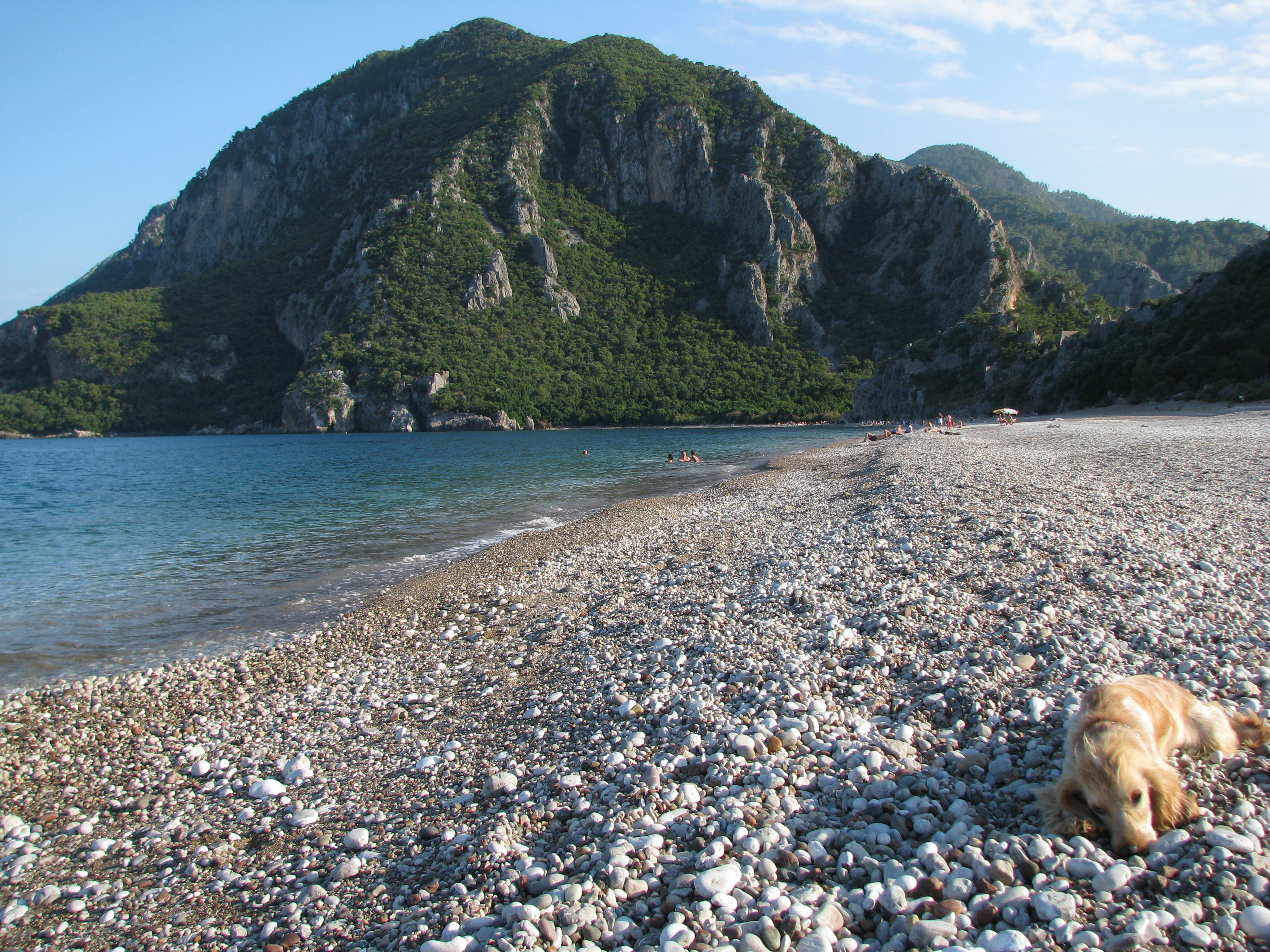
Praia Cirali Olympos
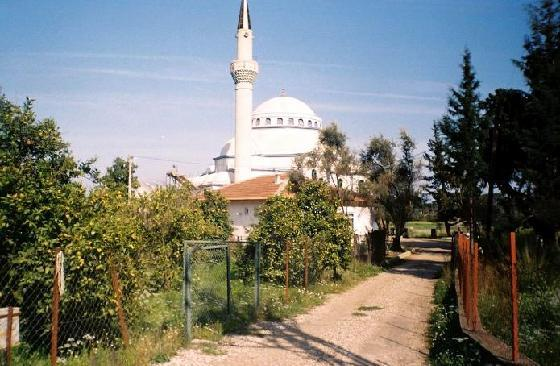
Mesquita em Çıralı